# Gabriele De Pasquale
Gabriele De Pasquale (Bologna, 10 ottobre 1971) è un montatore italiano.

## Biografia
Figlio di Oscar De Pasquale (autore teatrale e, negli anni settanta, direttore artistico dell'Osteria delle Dame il noto locale bolognese luogo di appuntamento di Francesco Guccini, Lucio Dalla, Roberto Vecchioni), frequenta la Scuola di Recitazione di Roberto Garagnani di Bologna e si diploma in Arti Visive nel 1990. Nel 1995 firma il montaggio di Un giorno ideale per i pescibanana con Stefano Accorsi tratto dall'omonimo racconto di Jerome David Salinger e Vincitore del "Concorso Iceberg". Nello stesso anno collabora con Wim Wenders e Michelangelo Antonioni curando la sincronizzazione audio di alcune scene del film Al di là delle nuvole. La collaborazione con Wim Wenders riprenderà poi nel 2010 in occasione del primo cortometraggio italiano in 3D in veste di montatore insieme a Roberto Perpignani.
Negli anni novanta firma il montaggio di spot per DeLonghi, DinoErre , Sigma e Loacker.
Nel finire degli anni novanta inizia la collaborazione con la RAI firmando la post-produzioni di trasmissioni di prima serata per RaiUno, RaiDue e RaiTre. Per RaiTre insieme all'amico Lucio Dalla post-produce la trasmissione Taxi, per RaiDue monta il Concerto di Renato Zero "Tour per Tour", per RaiUno e con la regia di Francesco Vicario, firma il montaggio di Ruvido Show.
Come regista sul finire degli anni novanta dirige il corto Tre secoli d'amore per Nonna Cleofe tratto da un racconto del giornalista Sergio Turone e interpretato da Carla Astolfi, e gli spettacoli teatrali per Canal Jimmy Sky di Alessandro Bergonzoni, Mario Zucca e Stefano Nosei. Il Cortometraggio Panocchie gli vale una segnalazione al SacherFilm Festival di Nanni Moretti.
Nel 2005 dirige l'opera teatrale La leggenda del Passatore a cui seguiranno una serie di altre opere inedite ed il ritorno al Teatro.
Per i Musei d'Arte Antica di Bologna scrive e dirige il Format: "Visite animate Il museo prende vita

## Filmografia

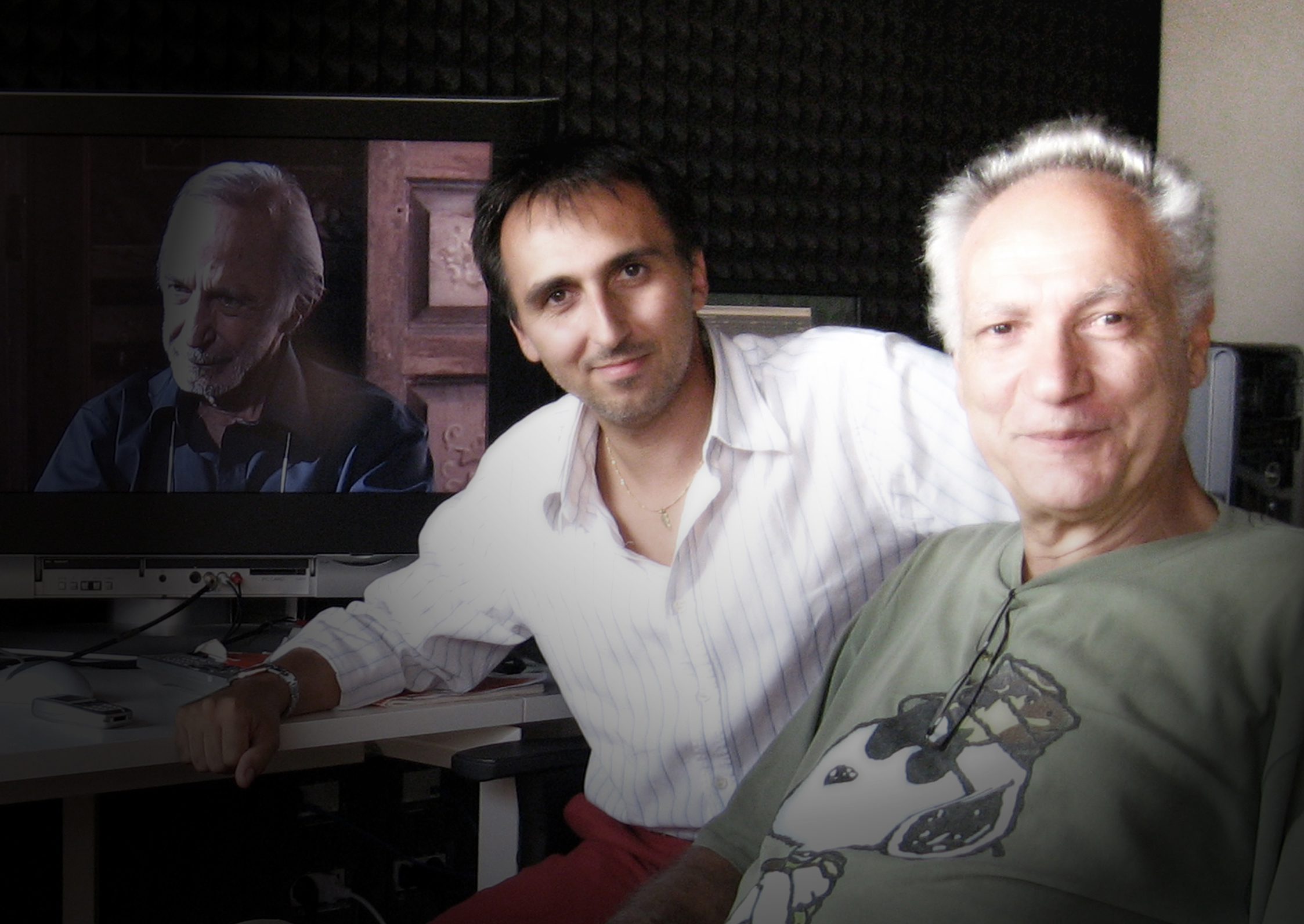
Gabriele De Pasquale e Roberto Perpignani in Post-Produzione al film "il Volo" di Wim Wenders

### Montatore

#### Spot
- Tasciugo DeLonghi, regia di Ruggero Deodato (1994)
- Telesalvalavita Beghelli
- Stiromeglio DeLonghi, regia di Ruggero Deodato (1998)
- Il Re Leone - Album Panini, (1995)
- Polo Nord Riello, (2000)
- Sentigas Beghelli (2000)
- DinoErre, regia di Guido De Maria (1993)
- DinoErre, regia di Guido De Maria (2000)
- Malaguti Centro, (1999)
- Smeg (2000)
- Mirabilandia (2001)
- Borsci, regia di Paolo Pratesi (2002)
- Expert (2010)
- LineaBella lepel (1996)
- Belseno Lepel, regia di Paolo Pratesi (2000)
- Clementoni, (2000)
- Loacker, regia di Guido De Maria (2000-2017)
- Expert (2015)
- Pasta del Capitano (2017)

#### Televisione
- Taxi, regia di Lucio Dalla (1995)
- Ruvido Show, regia Francesco Vicario (1998)[14]
- Un disco per l'estate, regia di Roberto Cenci (1998)
- Tour per Tour - Renato Zero (1998)
- Voyager (2010)
- SuperGulp (2010)

#### Cinema
- Tre secoli d'amore per Nonna Cleofe, regia di Gabriele de Pasquale (1995)
- Panocchie, regia Francesco Merini (1998)
- Il volo, regia Wim Wenders (2010)
- Un giorno ideale per i Pescibanana, regia Francesco Merini (1995)
- Cultura, cibo per l'anima, regia di Gabriele de Pasquale (2013)

#### Video musicali
- KOM2013, Vasco Rossi (2013)
- Spaccacuore, Samuele Bersani, regia Lucio Dalla
- Melodramma, Andrea Bocelli

### Regista

#### Televisione
- Stefano Nosei Show (2008)
- Zius
- La Repubblica delle Idee (2012)
- Cosmoprof Live (2010)

#### Teatro
- La leggenda del passatore (2007)'[15]
- Hari Libur (2009)
- Hai sentito di Lucia (2011)
- Per il tuo amore (2014)
- Due gatti un morto e altre quisquilie (2016)
- Il viaggio di Bemolle (2019)
- A Naked Love (2021)

## Riconoscimenti
- 2019 - Premio della Critica Pr.I.M.O. (Premio Italiano Musical Originale) per l'opera teatrale Per il tuo Amore[16]
- 2021 - Primo Premio Festival Letterario Internazionale Castrovillari Città Cultura per il testo teatrale A Naked Love[17]
- 2021 - Menzione speciale Premio Letterario Teatro Aurelio per il testo teatrale A Naked Love[18]